# 三七五減租
三七五減租是臺灣省政府公佈的私有耕地租用辦法的土地改革政策。中華民國38年（1949年）4月14日，在中國農村復興聯合委員會委員蔣夢麟的建議下，臺灣省政府主席陳誠公布《臺灣省私有耕地租用辦法》，開始實施三七五減租。1949年8月15日，臺灣全省三七五減租政策「研擬完成」。1951年5月25日，立法院正式通過《耕地三七五減租條例》，6月7日以總統令公布施行；條例規定，租期一律改為六年，在租期中非因法定事故，地主不得終止租約，以保障佃農權利。
該政策使佃農減輕負擔、提高生產意願並改善生活，但是地主由於收益減少，紛紛欲收回土地，從而導致許多業佃糾紛。

## 歷史

### 前身
三七五減租源於當時由中國國民黨主政的國民政府在中國大陸地區實施的二五減租。中國當時佃農繳納給地主的佃租，普遍採取分益佃租方式，而其比例通常是收穫總量的50%。「二五減租」是將繳納給地主的50%的佃租，減去至25%。所以三七五減租便是將佃租調為最高37.5%。
1926年10月，国民党联席会议做出“减轻佃农田租百分之二十五”，“禁止重利盘剥，最高利率，年利不得超过百分之二十”的规定。
1929年，浙江省政府訂頒「浙江省佃農佃租減租辦法」，首先實行二五減租。
1930年6月30日，南京国民政府公布《中华民国土地法》，规定地租“不得超过耕地正产物收获总额375‰，约定地租超过375‰者，应减为375‰，不及375‰者，依其约定”。
1941年4月，湖北省政府頒行「湖北省減租實施辦法」，在14個縣實驗減租，但在1943年湖北省主席陳誠離職後不再推行。1945年11月5日，國防最高委員會與中國國民黨中央委員會常務委員會等聯合開會，討論行政院所擬「二五減租辦法」。:290出席者普遍贊成為農民「減租」，但討論結果，都感覺難以推行。:290委員們決定准予備案，由行政院申令各級政府徹底實施，由中國國民黨中央黨部及行政院分令各省市黨部、各省市政府隨時具報實施情形，「務期達到增進佃農利益目的」。1946年10月24日，國民政府頒佈《川滇黔桂綏靖區土地處理辦法》，辦法規定區內佃農佃租，不得超過耕地正產物年收穫量總額三分之一，時稱「三一減租」。1947年，廣西省政府曾普遍推行減租政策。二五減租政策的成效，僅就四川省而論，受惠佃農有一千七百五十萬人。楊天石認為，在地主的強大壓力下，二五減租運動逐漸成為具文：除了浙江省之外，其他各省均未實行，大部分省份連減租條文都沒有。

### 民國36年3月15日
在台灣日治時代中後期，因為佃農必須有土地耕作方能維生，但在地小人稠情況下，許多擁有超過四甲土地（農地）以上的地主可以憑喜好選擇誰來承租，而且條件苛刻；佃農必須將所穫除了部分留存作種之外，一律繳給地主。陳誠要求地主不得強迫全繳，佃農只須繳交37.5%給地主，15%作種，其餘可以自用。民國36年3月15日，國民政府國防最高委員會第223次常務會議決議：「各地耕地佃農應繳之地租，暫依照正產物總額千分之三百七十五計算。」
民國36年3月20日，行政院通令各省遵行。台灣省於屏東縣開始試辦耕地減租。
當時臺灣的租佃制度，很多都是口頭契約，地主規定的農地租金採預收制而時有彈性或無彈性，故被當時的佃農稱為「鐵租」（即遇天災或歉收皆須依約繳付），時人見稱這些佃農的權利缺乏保護。

## 耕地三七五減租條例
「耕地三七五減租條例」在民國40年（1951年）6月7日以總統令公布施行，歷經三次修訂而實施至今。
「三七五減租條例」規定佃農對地主繳納的地租，以全年收穫量的37.5%為上限，現有地租高於37.5%者須降至此標準，低於此標準者則不得提高。同時公布保障佃農耕作權的相關法律，包括規定要簽訂書面佃耕契約、延長契約期間、限制佃耕地的收回等。
條例規定：
- 地主不得預收地租，若遇歉收則應調降。
- 佃期不得低於6年。
- 租約期滿後，除非地主收回自耕，否則仍應租給原佃農。
- 地主若要出售土地，原耕作之佃農有優先承購權。
- 各縣市鄉鎮設有租佃委員會，以仲裁調解租佃糾紛。
- 農地的「正產物」是指稻米、甘藷等，以1947、1948年的平均值為計算依據，而非依每年收穫量的37.5%重新計算，所以是定額制而非定率制。

## 影響
三七五減租的實行成效，據臺灣省地政局統計，1949年的受益農戶296,043戶，占農戶44.5%，訂約面積256,557公頃，占耕地總面積31.4%。地租率由50%~70%減為37.5%，佃農的負擔大為減輕，生產意願提高。1948-1951年農業生產量增加47%以上，佃農生活獲得改善。:25-26
三七五減租正式實施後，許多佃農的生活開始改善。許多當時的產業紛紛以「三七五」為名打廣告，如「三七五耕牛」、「三七五腳踏車」等，而這時婚嫁的新娘被戲稱為：「三七五新娘」。

## 評價
戰後台灣土地改革政策是一連串的政策，將地利盈收部分轉往官方。民國38年實施三七五減租，解決部份租佃問題。民國40年至65年間分九期實施公地放領，放領對象以原承租公有耕地之現耕農民為主；陳誠下令清查可用之土地，若是無主地或是鄰近私有地之國地，便開放讓農民貸款購買，分多期繳清且利率低。農民開始向各地農會詢問，若手上有餘款，就申請購買，各地農會出售較新式的農具，也派員開課教導如何使用。到了農業機械化後期，農民可以用餘錢改善生活之外，還能夠投資。政府為了補償地主，以四大國業股票（鹽、紙、農林、工礦）售予，但因中小地主經濟狀況不佳，又普遍不信任與接受股票與債權之價值，紛紛出售政府給予補償之股票，台灣五大家族則趁機以低價購入，晉身為工業資本家。至於地主在失去土地後，無法改行者，則逐漸沒落。
民國42年（1953）1月公佈「實施耕者有其田條例」及「臺灣省實物土地債券發行條例」，將地主出租之耕地徵收後，放領給現耕佃農或雇農。
這些政策將地主的大片土地轉給農民，地主除了獲得股票、債券作為補償外，還能保有部分土地，不會一無所有，消除了地主武力反抗的風險。於是部分佃農轉而成為「自耕農」。
與中共土改不同的是，不使用暴力，佃農民最終還是得到了土地耕作權。但壞處是土地細碎化，同時也對日後大規模開發、或分割、或建設收購土地造成阻礙。

## 外部連結
- 耕地三七五減租條例 （页面存档备份，存于）
- 土地改革紀念館  （页面存档备份，存于）